# Heaven and Hell (블랙 사바스의 음반)
| 전문가 평가                   | 전문가 평가 |
| 평가 점수                     | 평가 점수   |
| 출처                          | 점수        |
| ----------------------------- | ----------- |
| AllMusic                      | [ 2 ]       |
| Drowned in Sound              | 8/10        |
| The Rolling Stone Album Guide | [ 4 ]       |
| Sputnikmusic                  | 5/5         |
| Martin Popoff                 | 10/10       |

《Heaven and Hell》은 1980년 4월 18일에 발매된 영국의 헤비 메탈 밴드 블랙 사바스의 아홉 번째 스튜디오 음반이다. 1979년 오리지널 보컬리스트 오지 오스본을 대체한 로니 제임스 디오의 첫 블랙 사바스 음반이다.
마틴 버치가 프로듀싱한 이 음반은 상업적인 성공을 거두었으며, 특히 빌보드 200 차트에서 28위에 올랐으며, 미국에서만 100만 장의 판매로 플래티넘 인증을 받았다. 밴드의 모국에서는 1982년 4월 영국 축음기 협회으로부터 실버 인증을 받을 정도로 잘 팔렸다.

## 배경
《Heaven and Hell》이 된 것에 대한 첫 번째 세션은 블랙 사바스의 Never Say Die! Tour 결론에 이어 오지 오스본으로 시작되었다. 이 밴드는 새 음반을 녹음하기 위해 11개월 동안 로스앤젤레스에 소집되었는데, 이 과정은 기타리스트 토니 아이오미가 "매우 좌절감을 주는 끝없는 과정"이라고 묘사했다. 오스본은 이전 음반의 《Technical Ecstasy》와 《Never Say Die!》에 대한 실험에 진저리가 났다고 말했고, 이 밴드의 더 빠르고 무거운 사운드를 선호했다. 그의 회고록에서, 아이오미는 다른 가사와 "완전히 다른 보컬 멜로디"로 될 〈Children of the Sea〉의 초기 버전을 노래하는 오스본의 모습을 담은 음반을 아직도 가지고 있다고 밝혔다.
로니 제임스 디오는 1979년 샤론 아든에 의해 아이오미에게 소개되었는데, 그는 후에 오스본과 결혼하게 된다. 처음에 디오와 아이오미는 블랙 사바스의 연속이 아니라 새로운 밴드를 결성하는 것에 대해 토론했다. 그 두 사람은 그 해 말 로스앤젤레스의 선셋 스트립에 있는 레인보우에서 우연히 다시 만났다. 두 남자는 비슷한 상황에 있었다. 디오는 새로운 프로젝트를 찾고 있었고 아이오미는 보컬을 필요로 했다. 디오는 "그것은 운명이었음에 틀림없다"라고 회상했고, "우리가 너무 빨리 연결했기 때문이다"라고 말했다. 이 두 사람은 디오가 편안하고 친해지기 위해 아이오미의 로스엔젤레스 집에 도착할 때까지 전화로 연락을 유지했다. 그 첫날, 이 듀오는 오스본이 해고되기 전에 아이오미가 버린 노래인 〈Children of the Sea〉를 완성했다.
"사바스는 허우적대는 밴드였다"라고 디오는 관찰했다. "그리고 제가 이 프로그램에 참여하게 되면서, 저희는 부츠랩에 의지하게 되었고, 서로에 대해 많은 관심을 가졌으며, 특히 성공을 거둔 밴드의 기치 아래서 다시 할 수 있다는 것을 알게 되었습니다."

## 커버 아트
이 음반의 커버 아트는 예술가 린 컬리, 흡연 천사들의 그림에서 따온 것으로, 1928년 대학 대회에서 쉬는 동안 무대 뒤에서 담배를 피우는 천사로 분장한 여성들의 사진에서 영감을 얻었다. 컬리는 또한 샌디 펄먼에 의해 블루 오이스터 컬트 음반 커버를 의뢰받았고, 그는 두 밴드를 관리했다.

## 곡 목록
작곡은 모두 기저 버틀러, 로니 제임스 디오, 토니 아이오미, 빌 워드가 맡았고, 작사는 모두 디오가 맡았다.
| #  | 제목                    | 재생 시간 |
| -- | ----------------------- | --------- |
| 1. | 〈Neon Knights〉        | 3:53      |
| 2. | 〈Children of the Sea〉 | 5:34      |
| 3. | 〈Lady Evil〉           | 4:26      |
| 4. | 〈Heaven and Hell〉     | 6:59      |

| #  | 제목                   | 재생 시간 |
| -- | ---------------------- | --------- |
| 5. | 〈Wishing Well〉       | 4:07      |
| 6. | 〈Die Young〉          | 4:45      |
| 7. | 〈Walk Away〉          | 4:25      |
| 8. | 〈Lonely Is the Word〉 | 5:51      |

## 인증
| 국가                       | 인증     | 판매량/출하량 |
| -------------------------- | -------- | ------------- |
| 캐나다 (뮤직 캐나다)       | 골드     | 50,000^       |
| 영국 (BPI)                 | 골드     | 100,000^      |
| 미국 (RIAA)                | 플래티넘 | 1,000,000^    |
| ^출하량을 기반으로 한 인증 |          |               |